# 超重戦車

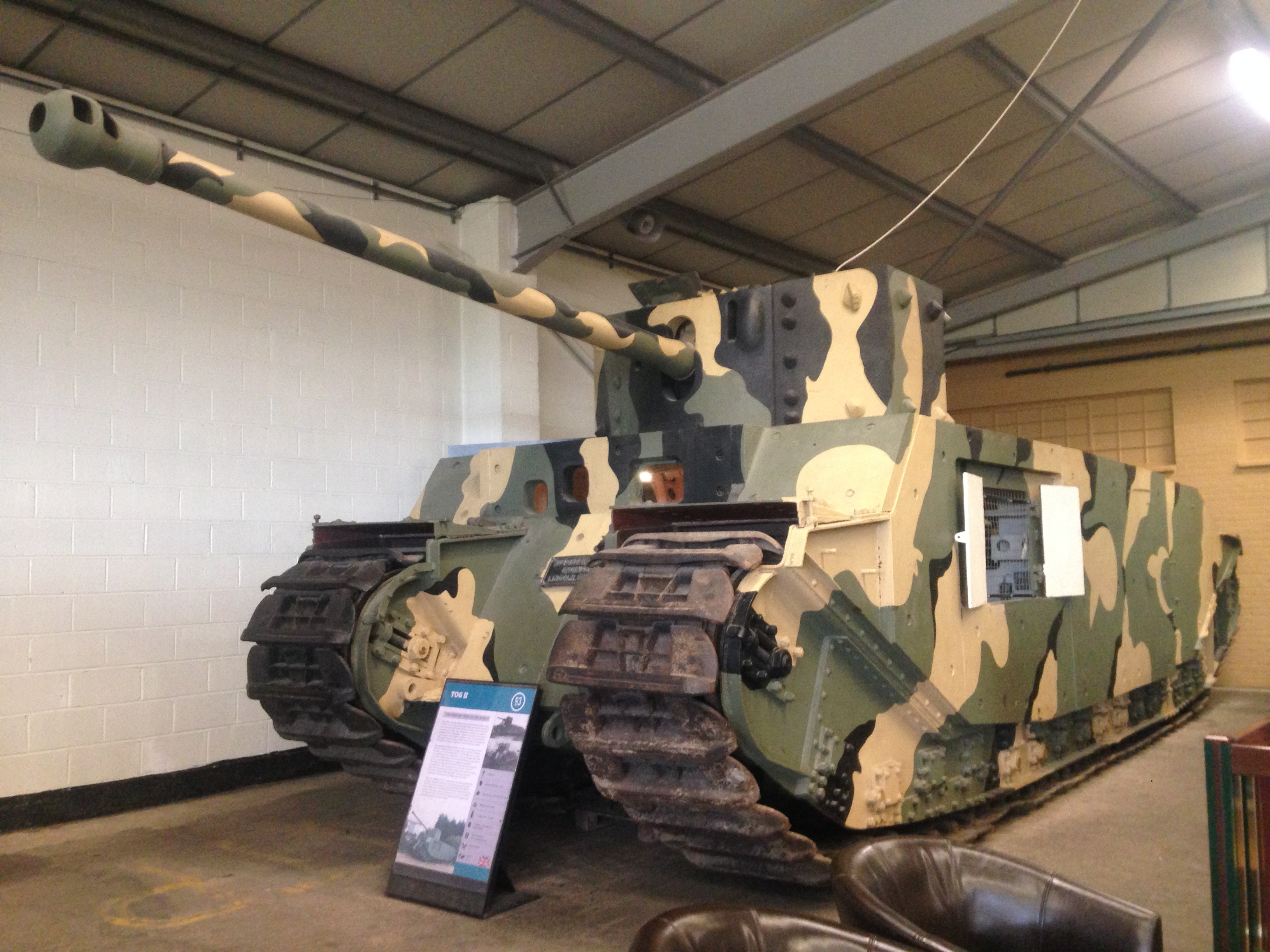
イギリスの戦車博物館に展示されている超重戦車TOG2。

超重戦車（ちょうじゅうせんしゃ, Super-heavy tank）は、重戦車を超える重量を持つ装甲戦闘車両の種類名である。超重戦車はその大きさや重さで他の戦車と区別される。

## 概要
超重戦車が公式の分類名称として定義されたことはほとんどなく、アメリカ陸軍が1946年に80米トン（約73t）を超える戦車を超重戦車（Super-heavy Tank）とし、T28 をそこに分類したのがほぼ唯一の例である。多くの場合、超重戦車という呼称は同時代の他の戦車に比べて飛びぬけて大きい戦車や装甲戦闘車両に対する便宜上の呼称として用いられており、本項で言及している車両も、公式には重戦車と分類されているものが多い。
また、一般的な戦車の重量は時代とともに変化する。通常は装甲や武装の強化により増加する傾向にあり、M26戦車のように重戦車として開発されながら、他の戦車との兼ね合いで制式化後1年余りで中戦車に類別変更された例もある。そのため単純に車体の大きさや重量だけで超重戦車を定義する試みはあまり意味がない。

## 歴史
超重戦車は、元々重装甲と大火力によって敵の要塞や防衛線を制圧・突破する目的で考案されたもので、第一次世界大戦から第二次世界大戦にかけて幾つもの計画が立案された。しかし実際に試作や限定数の生産に至ったものは少なく、実戦に参加したものはほとんどない。この目的で計画された超重戦車には、多砲塔形式のものや、逆に砲塔を持たない突撃砲形式のものもある。また、第二次世界大戦時ドイツは連合国（主にソビエト）との戦車開発競争の中で、敵戦車を主砲の威力と重装甲で圧倒する超重戦車の計画を行い複数の試作車を製造したが、実戦への投入には至らなかった。

### 第一次世界大戦

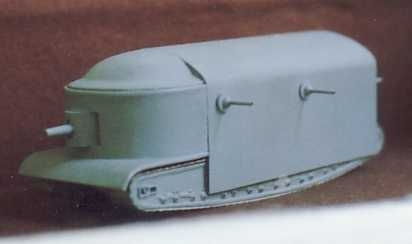
フライング・エレファントの模型

最初の超重戦車はドミトリ・メンデレーエフの息子でありロシア海軍の技術者のヴァシーリー・メンデレーエフによって1911年から1915年の間に計画された。これは最初の近代戦車であるイギリスのマーク I 戦車より早く計画された「陸上艦」と呼ぶべき性格の車両で、マーク I 戦車より遥かに大きく、当時のほぼ全ての脅威に対抗できると想定されたが、その高い生産費用のため結局はペーパープランに終わった。
マーク I 戦車の生産に続き、イギリスは砲撃にも耐えうる戦車として"フライング・エレファント"を計画した。しかし防護性能より機動性が重視され始めていたことと、すでに開発されていた戦車の成功により、計画は中止された。
ドイツのKヴァーゲン（ドイツ語: Großkampfwagen）は77mm砲を4門搭載し、乗員を27人も必要とする超重戦車で、終戦時に2両が完成間近だったが、全て破壊された。

### 第二次世界大戦
第二次世界大戦では、主要参戦国の多くがそれぞれの事情に応じた試作車を製作した。アドルフ・ヒトラーは戦争を勝利に導くため最新・最強の超兵器の開発を指示し、188トンのマウスや140トンのE-100 などの超重戦車計画を推進した。イギリスとソ連はヤークトティーガーに類似した試作車を作成し、アメリカもT28超重戦車の試作を行った。日本でも150トンのオイ車が作られた。しかし、このような兵器が必要になる戦場は非常に限られており、各国ともより実用的な戦車の開発と量産を優先したため、いずれも試作に留まり実戦に加わることはなかった。

### 冷戦期
冷戦期には、かつての中戦車から進化した主力戦車が戦車の中心となったが、第二次世界大戦後しばらくは重戦車の開発も続けられ、超重戦車的な性格のものも小数ながら開発された。しかし、装甲技術の進歩により戦車の重量は軽量化され、おおよそ最大65トンの範囲内に収められている。例としては、ソ連のオブイェークト279やIS-7、アメリカのT29重戦車、T30重戦車などが挙げられる。

### 将来
冷戦期間中、各国の主力戦車は敵対陣営の主力戦車に対抗するために装甲を順次増大させた。冷戦終結後においても、不正規戦における対戦車ミサイルの脅威に対抗するため、防御力の増大は続いた。その結果、20世紀末の時点において米、英、独の主力戦車の重量は60ｔを超え、かつての重戦車に匹敵するものとなった。しかし、大出力のエンジンによりある程度の機動性は確保できているものの、道路や橋梁などのインフラが無制限の重量増加に耐えられないのは明らかであり、またこれらの戦車の装甲は、既にかつて使用されていた均質圧延鋼装甲の1ｍ以上に相当すると推定されることから、今後重量が超重戦車と呼べるほどのレベルに達する戦車が出現するとは考えづらい。
いずれにせよ、敵の想定を大きく上回る重装甲と大火力で敵を圧倒するという超重戦車本来の開発思想に沿った車両は、第二次世界大戦後には作られていない。大戦中に試作された車両も実戦に加わることはできず、実戦に投入されたヤークトティーガーも大重量に起因する低機動性と故障の頻発に悩まされ、超重戦車並みの火力と装甲を持ちながら、数で圧倒し航空機による支援も受けた連合国車両を阻止することはできなかった。このことから、超重戦車の開発思想自体が実現不可能な幻に過ぎなかったともいえる。

## 超重戦車の一覧
イギリス
フライング・エレファント
100トン; 第一次世界大戦時の計画。計画のみ。
TOG1
80トン; 1940年製造。第一次世界大戦の経験から当時と同様の運用方法を想定して設計。試作車1両のみ。
TOG2＊
80トン; TOG1の改良版。試作車1両のみ。
トータス
80トン; 要塞攻撃用に設計。1945年に6両が完成。後述のT28超重戦車とは設計目的がほぼ共通しており、設計にも、無砲塔形式であることや高い防御力を持つことなどの共通点がある。

 フランス
シャール 2C
69トン; 第一次世界大戦時の技術で10両生産され、1921年から1940年まで使用された。
第二次世界大戦中に鹵獲されないように9両を自爆処理。1両だけ鹵獲されベルリンに送られたが後に行方不明。
FCM F1
139トン; 第二次世界大戦中の1940年にシャール 2Cの後継として発注されたが、生産前にフランスは降伏し、計画は中止された。

 ドイツ国
VII号戦車 レーヴェ
約95–100トン; マウスの開発承認により計画中止。
VIII号戦車 マウス
188トン; 試作車2両。 2両とも自爆処理されたが、鹵獲したソ連軍により比較的破壊の軽かった1号車の車体と2号車の砲塔を組み合わせて修復され、現在はクビンカ戦車博物館に展示されている。
タイプ205
マウスが採用されたため計画のみ。
E-75
75-80トン; ティーガーIIの後継として設計。全く製造されず、図案のみ。
E-100
140トン; 試作車1両。 車体だけの未完成品がイギリスに鹵獲され、後にスクラップにされた。
IX号戦車
シグナル誌による架空の案。
X号戦車
シグナル誌によるもう一つの架空の案。
ラーテ
1,000トン; シャルンホルスト級戦艦の28cm3連装砲塔を、2連装に減じて自走砲化するというもの。構想のみで、実現に向けた検討が行われた証拠もない。
P1500 モンスター
1,500トン; 80cm列車砲を自走砲化するというもの。構想のみ。
ヤークトティーガー
75トン; ティーガーII重戦車の車体を延長し、マウス用に開発された128mm砲を搭載した重駆逐戦車。第二次世界大戦中に量産され実戦に参加した対戦車車両の中では最大。
カール自走臼砲
124トン; 要塞などの攻撃用に開発された、60cmもしくは54cmの超大口径臼砲を搭載する自走砲。無装甲であり戦車ではないが、第二次世界大戦で実戦に参加したキャタピラ走行の戦闘車両では最大の重量を持つ。

 大日本帝国
オイ車
150トン;1942年に三菱重工業東京機器製作所で約100トンの車体部分が完成し、7月に供覧走行試験を実施。車体は1943年に相模造兵廠へ分解移送され、8月に再度供覧走行試験を実施した。砲塔は未完成に終わったが、主砲塔に150mm砲、車体前部の副砲塔2基に47mm砲各1門、後部の銃塔に機銃2門が搭載される計画だった。
極秘の計画であったことと上記の開発経緯から、「重量の異なる2両が試作された」、「1両が満州国に輸送された」などと言われることもあるが、それらを裏付ける証拠は見つかっていない。

 ソビエト連邦
80トン戦車
80トン; 主武装の76mm砲2門と機関銃4丁を持つ試作車が1926年に少なくとも一両生産された。
T-42
100トン; 1930年代前半の計画。主砲107mm、副砲47mm2門。模型と設計図のみ。
KV-4
1941年の計画。予定では90–100トン戦車、107mmの主砲と45mmもしくは76mmの副砲を搭載していた。
武装の配置は、単一砲塔に並置する案、砲塔を二段重ねにする案、片方を車体に装備する案など様々な案が検討されたが、独ソ開戦により計画は中止された。
KV-5
KV戦車系列のもう一つの100トン級戦車として計画された。
107mmの主砲をKV-2に似た大型砲塔に搭載し、12.7mm機関銃の銃塔を2基搭載した（車体前部に一つ、主砲の砲塔上部に一つ）。1,200馬力級エンジンが戦時下で不足していたため、V2ディーゼルエンジン2基を用いる予定だった。
レニングラード包囲戦が始まったために計画は中止され、何も製造されずに終わった。
SU-100Y 
64トン; T-100多砲塔戦車の車体に130mm砲を搭載した自走砲。試作1両のみ。
超重装甲戦車B型
2800トン，NKVDが提案した自走砲

 ロシア帝国
メンデレーエフ戦車
170トン; 1910年代前半の計画。箱型の車体の前部に120mm砲、上部に銃塔を持つ。計画のみ。
ツァーリ・タンク
60トン; 1914年に試作された、巨大な2つの前輪と小径の後輪を持つ3輪式の移動砲台。パワー不足と砲撃に対して脆弱であったために放棄された。

 ドイツ帝国
Kヴァーゲン
120トン; 第一次世界大戦の終戦時には2両がほぼ完成状態、他に1両が製造中だったが、全て解体された。

 アメリカ合衆国
T28重戦車
86.2トン; 第二次世界大戦中にジークフリート線の攻撃用に計画され、終戦後に試作車2両が完成した。イギリスのトータスと同様、無砲塔の駆逐戦車や突撃砲に似た形態をしている。1両のみ展示。